# Marvel’s Avengers
Marvel’s Avengers ist ein von Crystal Dynamics und Eidos Montréal entwickeltes Actionspiel für Windows, PlayStation 4 und Xbox One, dessen Veröffentlichung durch Square Enix für Mai 2020 angekündigt, jedoch auf September 2020 verschoben wurde. Am 18. März 2021 erschien es auch für die PlayStation 5 und Xbox Series. Es basiert auf den Comics und deren Filmadaptionen um die Superhelden The Avengers von Marvel Comics.

## Handlung
In Marvel’s Avengers treten mehrere Superhelden und Gegenspieler aus dem Marvel-Universum auf. Auf Seiten der Helden kommen unter anderem Captain America, Iron Man, Hulk, Black Widow, Thor und Dr. Hank Pym vor. Als Antagonisten treten u. a. Abomination bzw. Emil Blonsky sowie Taskmaster auf.
Die Erzählung des Spiels beginnt am A-Day, an dem die Avengers ein High-Tech-Hauptquartier in San Francisco enthüllen – einschließlich ihres eigenen (fliegenden) Heli-Carriers, der von einem Terrigen-Kristall angetrieben wird. Durch einen katastrophalen Unfall wird der größte Teil der Stadt zerstört. Für die Tragödie verantwortlich gemacht, lösen sich die Avengers auf. Fünf Jahre später, nachdem alle Superhelden verbannt und verboten wurden, gerät die Welt in Gefahr.

## Spielprinzip und Technik
Das Spiel ist ein Third-Person-Spiel. Es bietet eine Geschichte mit Einzelspieler- und kooperativem Gameplay. Das Spiel verfügt über ein Kampfsystem, das Angriffe, Ausweichmanöver, Fähigkeiten, Fertigkeiten und Elemente während einer Kampfphase verkettet. Das Spiel kann offline im Einzelspielermodus oder online mit bis zu vier Personen gespielt werden. Die Spieler können kostenlose Updates mit neuen Regionen und Charakteren erhalten.

## Rezeption
Laut dem Wertungsaggregator Metacritic erhielt das Spiel gemischte beziehungsweise mittelmäßige Kritikerwertungen, wobei die User-Wertungen unmittelbar nach Release insbesondere für die Xbox-One-Fassung eher ins Negative tendierten.

„Marvel's Avengers hätte ein so viel besseres Spiel werden können, wenn Crystal Dynamics mehr auf die eigenen Stärken gesetzt hätte, statt Mainstream-Trends nachzueifern.“

„Und trotz allem will ich Marvel's Avengers jetzt nicht verteufeln. Ja, jeder Held spielt sich gleich, aber jeder Held spielt sich auch gut. Das Prügeln und die Action sind auf den Punkt getrimmt - je nach Held mal mehr oder weniger, aber trotzdem - und in kurzen Schüben auch nach Tagen noch immer wieder aufs Neue unterhaltsam genug, um damit ein, zwei Stunden am Abend totzuschlagen.“